# Glaciar Aliábiev
El glaciar Aliábiev (71°42′S 72°40′O / -71.700, -72.667) es un glaciar en la Antártida que se encuentra 5 km al oeste del glaciar Arensky en la península de Beethoven, isla Alexander. Se extiende hacia el sur desde Gluck Peak hasta ensenada Boccherini. El glaciar Aliábiev fue nombrado por la Academia de Ciencias de Rusia en honor de Aleksandr Aliábiev (1787-1851), un compositor ruso.